# SIMPLE (експеримент темної матерії)
SIMPLE (Superheated Instrument for Massive ParticLe Experiments) — це експеримент для пошуку прямих доказів темної матерії. Проект знаходиться в печері об'ємом 61 м3  на глибині 500 м в науково-дослідній лабораторії LSBB (Laboratoire Souterrain à Bas Bruit — Підземна лабораторія з низьким рівнем шуму) поблизу Апта в південній Франції. Експеримент дуже чутливий до взаємодії спін-залежних слабовзаємодіючих масивних частинок (вімпів).
SIMPLE — це міжнародне співробітництво з членами з Португалії, Франції і Сполучених Штатів Америки.

## Розробка
SIMPLE оснований на детекторах перегрітої краплі (ДПК), суспензії, яка складається з 1-2 % малих крапель (радіусом ~30 мкм) перегрітої рідини C2ClF5 в в'язкопружній матриці гелю (900 мл), які здійснюють переходи до газової фази під дією енергії падаючого випромінювання. Холодоагент і фреон використовується як активна маса.
По суті, кожна крапля поводиться як мініатюрна бульбашкова камера. Після того, як нуклеація відбулася, акустична хвиля реєструється мікрофоном. Потім кожен отриманий сигнал повністю відділяється від акустичного шуму, шум пов'язаний з гелем і найбільш недавно виділеними частинками. Детектори зазвичай працюють при тиску ~ 200 кПа і температурі ~ 280 К. Відповідно техніки побудови, ДПК є майже нечутливими до фонового випромінювання, і їх чутливість можна регулювати шляхом регулювання температури і тиску кожного пристрою.

## Результати
Заключний аналіз другого етапу дослідження був опублікований у Physical Review Letters в 2012 році. Для легких вімпів, які є кандидатами на роль основного компоненту холодної темної матерії, встановлені граничні значення для залежного від спіну ефективного поперечного перерізу .